# Les Chasseurs de mammouths
Les Chasseurs de mammouths (titre original en anglais : The Mammoth Hunters) est le troisième volume de la saga Les Enfants de la Terre, de Jean M. Auel. Il est paru en 1985.

## Résumé
Le roman part des événements qui terminent La Vallée des Chevaux. Les principaux protagonistes, une jeune femme appelée Ayla et un homme appelé Jondalar, rencontrent une tribu connue sous le nom de Mamutoi, ou Chasseurs de mammouths, avec laquelle ils vont vivre quelque temps. Comme leur nom l'indique, leurs hôtes n'utilisent pas seulement le mammouth pour se nourrir, mais aussi pour fabriquer des outils et bon nombre d'autres objets - et même pour leur nourriture intellectuelle. Ils s'installent au foyer du Mammouth du camp du Lion, qui réunit un certain nombre de Mamutoi respectés. Le plus sage de leur nation est le vieux Mamut, leur sorcier le plus âgé, chef de tous les prêtres mamutoi, qui devient le mentor d'Ayla et son collègue dans les champs de pensée visionnaires et ésotériques. Ayant observé les affinités d'Ayla avec les chevaux et les loups, Mamut commence à l'initier dans les degrés des Mamuti.
Ranec, un séduisant sculpteur, s'éprend d'Ayla et alors que Jondalar et Ayla sont en froid, Ayla, adoptée officiellement par la tribu, devient la maîtresse de Ranec et accepte, lors d'une cérémonie équivalente aux fiançailles, de devenir la compagne de Ranec. Jondalar annonce qu'il va retourner chez lui. Lors d'une Réunion d'Eté avec des tribus voisines, Ayla suscite un peu de méfiance en venant avec ses chevaux et un loup apprivoisés. Elle découvre que Jondalar est parti dans la nuit et renonce à s'unir à Ranec. Elle retrouve Jondalar et tous deux décident de partir pour la terre d'origine de Jondalar.

## Cadre géographique
Les Mamutoi sont un clan de chasseurs sédentaires, installés dans l'actuelle Ukraine centrale, non loin de la limite méridionale de la calotte glaciaire présente lors de la dernière glaciation. D'ailleurs une des scènes de chasse conduit le clan au pied même de la calotte qui forme une muraille infranchissable.

## Principaux personnages
- Mamut, le sorcier de la tribu, qui est le premier à donner à Ayla un statut parmi les Autres.
- Talut et Tulie, le frère et la sœur, chefs de la tribu.
- Nezzie, la compagne de Talut, qui suggère à son compagnon d'adopter Ayla.
- Ranec, métis, artiste, amoureux d'Ayla, qui faillit l'épouser.
- Wymez, père de Ranec, tailleur de pierre, ayant voyagé loin au sud.
- Rydag, l'enfant de « sang mêlé ».